# Жилой дом по улице Горького, 81
Жилой дом по улице Горького, 81 — деревянное одноэтажное здание в Центральном районе Новосибирска, построенное в 1910 году. Памятник архитектуры регионального значения.

## Описание
Главный фасад выходит на улицу Максима Горького.
Прямоугольный в плане объём здания стоит на кирпичном ленточном фундаменте. К западному фасаду примыкает пристройка.
Стены дома сложены из брёвен и рублены «в лапу». Примечательна большая длина брёвен — 11 м.
В декоре использованы приёмы народной архитектуры. Карниз с двумя треугольными фронтонами декорирован пропильной резьбой, наличники окон — пропильной и накладной, с элементами объёмной резьбы. Завершения с подоконными досками украшены растительным орнаментом. Ставни прямоугольной формы, филенчатые.
Углы сруба скрыты за вертикальными накладными досками, стилизованными под пилястры.
Основные габариты здания — 14,8 × 12,4.